# آی‌ان‌اس کلواری (اس۲۳)
آی‌ان‌اس کلواری (اس۲۳) (به انگلیسی: INS Kalvari (S23)) یک زیردریایی بود که طول آن ۹۱٫۳ متر (۲۹۹ فوت ۶ اینچ) بود. این زیردریایی در سال ۱۹۶۷ ساخته شد.